# Ридерсхаузен
Ридерсхаузен (њем. Rüdershausen) општина је у њемачкој савезној држави Доња Саксонија. Једно је од 29 општинских средишта округа Гетинген. Према процјени из 2010. у општини је живјело 914 становника. Посједује регионалну шифру (AGS) 3152022.

## Географски и демографски подаци
Ридерсхаузен се налази у савезној држави Доња Саксонија у округу Гетинген. Општина се налази на надморској висини од 153 метра. Површина општине износи 9,4 km². У самом мјесту је, према процјени из 2010. године, живјело 914 становника. Просјечна густина становништва износи 97 становника/km².